# Montagehalle

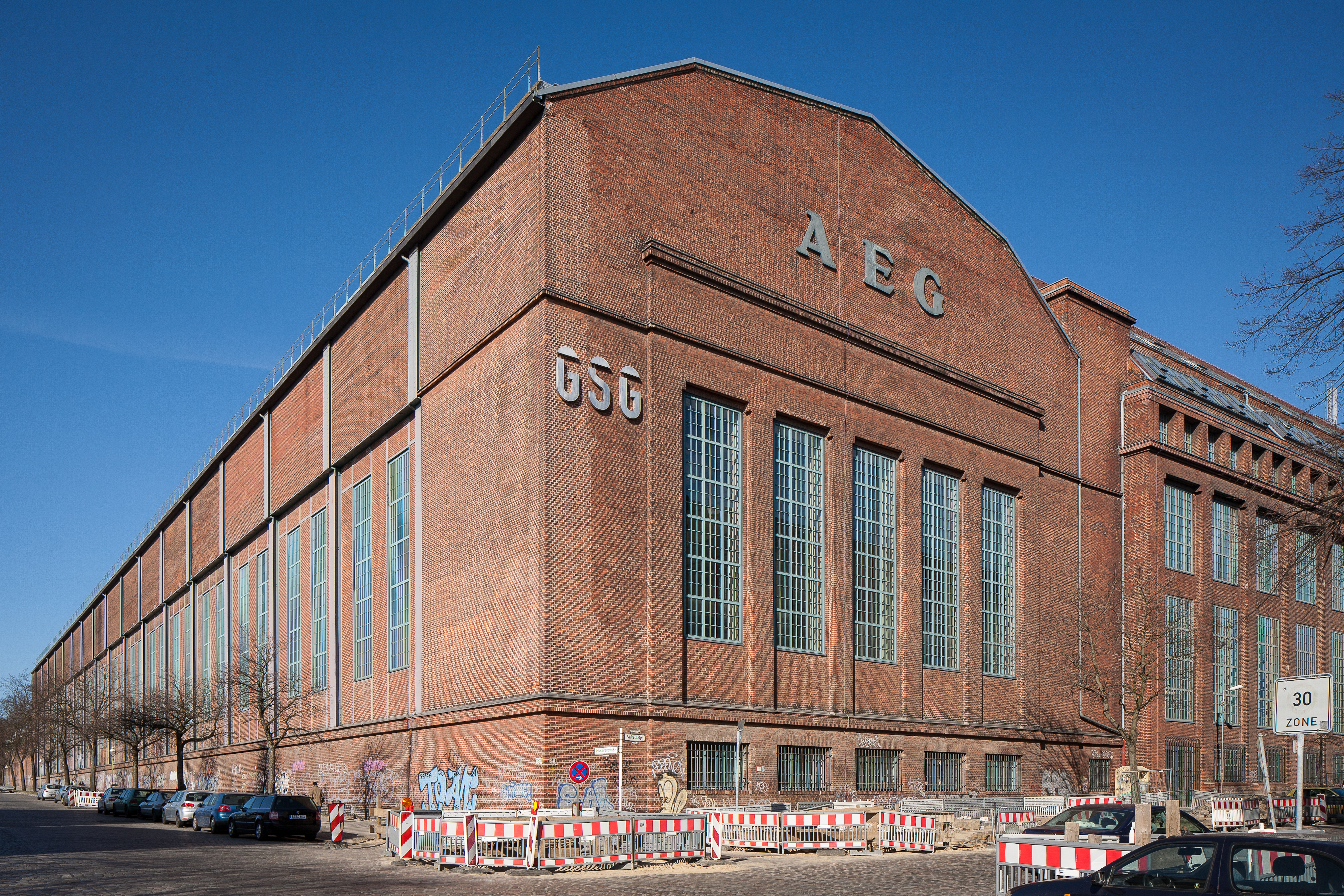
Ehemalige AEG-Montagehalle in Berlin

| Dieser Artikel wurde auf der Qualitätssicherungsseite des WikiProjekts Planen und Bauen eingetragen. Dies geschieht, um die Qualität der Artikel aus den Themengebieten Bautechnik, Architektur und Planung auf ein akzeptables Niveau zu bringen. Dabei werden Artikel, die nicht maßgeblich verbessert werden können, möglicherweise in die allgemeine Löschdiskussion gegeben. Hilf mit, die inhaltlichen Mängel dieses Artikels zu beseitigen, und beteilige dich an der Diskussion! |

Eine Montagehalle ist eine Produktionshalle, die zur Montage (d. h. zum Zusammenbau) von größeren Produkteinheiten in der Industrie verwendet wird.

## Situationen des Bedarfs der Errichtung, Einsatzzwecke
Der Einsatz von Montagehallen ist beim Zusammenbau kleinerer, in Serie gefertigter Geräte meist unumgänglich. Aber auch für die Montage großer Objekte kann es mitunter sinnvoll sein, eine Montagehalle zu errichten. So gibt es zum Beispiel bei der Peene-Werft in Wolgast eine Montagehalle, in der die Schiffe montiert werden, während andere Werften ihre Schiffe im Freien montieren. Montagehallen sind außerdem auf Baustellen üblich, sie werden dort von den Lieferfirmen zur Vorfertigung der Komponenten aufgestellt.

## Hallenkonstruktionen
Montagehallen sollten möglichst über keine Stützpfeiler im Innern verfügen. Darum werden Montagehallen häufig als blechverkleidete Stahlkonstruktion oder als Stahlbetonkonstruktion ausgeführt. Im Innern von Montagehallen für große Objekte sind Gerüste vorzusehen, um den Arbeitern Zugangsmöglichkeiten zu den zu montierenden Objekten zu schaffen. Es ist auch stets ein Brückenkran vorhanden. Bei Montagehallen auf Baustellen ist häufig die Bauart Nissenhütte zu finden.
Besondere Bauformen von Montagehallen werden auf Raketenstartplätzen verwendet, um Arbeiten an der stehenden Rakete ausführen zu können. Häufig sind solche Montagehallen auf Schienen fahrbar. Sie werden kurz vor dem Start der Rakete weggefahren.

## Einige besonders bekannte gebaute Montagehallen
- Fertigungshalle F1 in Peenemünde (1944 zerstört)
- Montagehalle am Prüfstand VII in Peenemünde (nach dem Zweiten Weltkrieg gesprengt)
- Vehicle Assembly Building in Cape Canaveral
- Montagehallen der Meyer Werft in Papenburg
- Montagehallen der Peene-Werft in Wolgast